# أياما (فلم)
أيامَّا (بالإنجليزية: Ayamma) هو فيلم نيجيري صدر عام 2016 من تأليف فيفيان شيجي وإخراج كريس إنيجي ومن إنتاج إميم إسونغ. يستكشفُ الفيلم الثقافة الأفريقية، كما ويستكشف ثقافة شعب إيبيبيو في نيجيريا. يُمكن تصنيفُ الفيلم على أنه فيلمٌ ثقافيّ عدى عن كونه فيلم دراميًا وكوميديًا من بطولة مجموعةٍ من الممثلين على رأسهم أديسوا إتومي ووالي أوجو ومجيد ميشيل وإيمي بيشوب وتيريزا إيديم وموزيس آرمسترنج وغيرهم.

## القصّة
يحلمُ الأمير داريما وريث أوبونغ إيكبايسونغ بالزواجِ من الفتاة الفقيرة والجميلة إيهوما والتي لا يُضاهي جمالها سوى صوتها. في أحلام داريما، تتفتَّحُ الأزهار وتتجمع الطيور عندما تُغني إيهوما فهو يُحبها حتى في أحلامه، لكنه يستعدُّ في العالمِ الحقيقي للزواج من الأميرة آما ابنة ملكٍ مجاور. خلال عرضٍ راقصٍ للترحيب بالأميرة آما في المملكة، صُدم الأمير داريما عندما رأى أن إحدى الفتيات الراقصات هي إيهوما وهي الفتاة التي لم تكن موجودة حتى الآن – بالنسبة له – إلا في أحلامه. إيهوما التي يتصورها داريما ليست إيهوما فعلًا بل هي فتاةٌ تُشبهها وتمتلك بشكلٍ غريبٍ نفس عبقرية الغناء، وهذا ما يأسرُ الأمير نحوها إلّا أن الأميرة آما تنتبه للأمر وتُقرّر القضاء على هذا التهديد الواضح الذي قد يُخرب زواجها.

## طاقم التمثيل
- أديسوا إتومي في دور إيهوما
- مجيد ميشيل في دور الأمير إيكونغ
- إيمي بيشوب في دور أنييفوك
- ويل أوجو في دور الأمير داريما
- تيريزا ادم في دور الأميرة آما

## الثيمات
يحتوي الفيلم على موسيقى عالية الجودة وتُغنى هذه الموسيقى من خلال الصوت الجميل للشخصية الرئيسية إيكو. يُحاول الفيلم أ يلفت الانتباه إلى الرقص الثقافي للأشخاص الذين يستكشفونه. في حديثها عن الفيلم، وصفته الكاتبة فيفيان تشيجي بأنه فيلم ثقافي مدمج وقد جاء هذا الوصفُ من حقيقة أنه عندما تُغني إيكو في أحلام الأمير داريما تتفتح الأزهار وتتجمع الطيور إلى جانب حقيقة أن إيكو لديه نفس العبقرية مثل إيهوما في الحياة الحقيقية. يتحدث الفيلم عن الحسد أيضًا حيث ينتاب الأميرة آما غضبٌ على إيهوما في مراقبة علاقتها بالأمير فضلًا عن موضوع الحب الذي يربطُ إيهوما بشكل غامض بالأمير.

## الإنتاج
أعلنَت إميم إسونغ رسميًا عن نهاية تصويرِ فيلم أيامَّا في مقابلةٍ صحفيّةٍ له في مدينة لاجوس. أكّدت إميم خلال نفسه المقابلة أنها تهدفُ من خلال هذا الفيلمِ إلى تصوير الثقافة الأفريقيّة حيثُ وضّحت: «أشعر أن هناك أوقاتًا نحتاج فيها إلى العودة إلى جذورنا وهذا ما فعلته ... هكذا عندما تبادر النص إلى ذهني أدركته وعقدت العزم على تحويلهِ فيلمًا.»
صُوِّر الفيلم في عدة مواقع في أويو التي هي موطن المنتجة في ولاية أكوا إيبوم، وقد حصلَ الفيلمُ على تمويلٍ من مصادر مختلفة بما في ذلك قرض من بنك الصناعة. تقول إميم إيسونج إنه فيلمٌ ذو ميزانيةٍ عاليةٍ كما كشفت في مقابلة إعلاميّة أخرى عن أسباب استثمارها الكبير في هذا العمل السينمائي. أُطلق موقعٌ إلكتروني بعنوان الفيلم في الحادي عشر من آب/أغسطس وذلك بغية الترويج له. على الجانبِ الآخر، حاولت أديسوا إتومي التي لعبت الدور الرئيسي تعلم بعضٍ من ثقافة شعب الإبيبيو (بالإنجليزية: Ibibio) وخاصة خطوات رقصهم وموسيقاهم.

## الإفراج
عُرض الفيلم لأول مرةٍ في الثالث عشر من كانون الأول/ديسمبر 2016 ثمّ بدأ عرضه في دور السينما في وقت لاحق، بينما صدق ملصق الفيلم في أيّار/مايو 2016 تبعتهُ ملصقات شخصية للترويج للفيلمِ أكثر.

## الموسيقى
أُلِّفت وسُجِّلت الموسيقى من قِبل جورج ناثانيال وإيفازي الذين تعاونا أيضًا مع شركة الإنتاج في صنع فيلمهما السابق الطرق على أبواب الجنّة (بالإنجليزية: Knocking on Heaven's Door) الذي شاركت في بطولتهِ أديسوا إتومي.